# Go!Go! World Soccer!!
Go!Go! World Soccer!!（ゴーゴー! ワールドサッカー!!）はニッポン放送で2020年11月11日から放送されているスポーツ番組。

## 番組概要
ニッポン放送は2020年下半期番組編成の水曜ナイターオフ枠にて、海外サッカー情報を扱う番組を編成。パーソナリティには、同局にて放送されているサッカー実況中継である『Jリーグ RADIO』の実況アナウンサーである大泉健斗が担当する。また、大泉は入社後初のバラエティ番組のパーソナリティを担当することとなった。
番組構成は、UEFAに加盟するサッカーリーグに所属する日本人選手の放送日近々に行われた試合結果と欧州4大（プレミアリーグ、ラ・リーガ、セリエA、ブンデスリーガ）リーグのビッグクラブの試合結果を紹介する。
また、大泉が扮するテンションが高いキャラであるサッカーDJのケント・ファンタスティックが選出した「今週のファンタスティックゴール」の再現実況を行う。

## 出演者

### パーソナリティ
- 大泉健斗 （ニッポン放送アナウンサー） - 2020年11月11日 - 2021年3月24日

### ゲスト
- 立石敬之 （シント＝トロイデンVVCEO、Jリーグ理事） - 2020年12月2、9日
- 笹木かおり（タレント） - 2020年12月30日、2021年1月5日 -
- 金子達仁（スポーツライター） - 2021年1月27日、2月3日 -
- シュミット・ダニエル（プロサッカー選手 ゴールキーパー、シント＝トロイデンVV所属、サッカー日本代表） - 2021年2月24日、3月3日
- 野村明弘（フリーアナウンサー） - 2021年3月10日
- 飯田竜貴（DMM.com フットボール事業部事業開発部長） - 2021年3月17日
- 牟田口武志（IKEUCHI ORGANIC株式会社 営業部部長） - 2021年3月17日
- 影山優佳（日向坂46 メンバー） - 2021年3月24日

## 放送時間

### 放送終了時点
※JST表記
- 水曜 21:00 - 21:20 - 2021年2月24日 - 2021年3月24日

### 過去
- 水曜 21:10 - 21:20 - 2020年11月11日 - 2021年2月10日

### 放送時間の変更
2020年
- 11月25日：『ショウアップナイター スペシャル SMBC日本シリーズ2020 第4戦 福岡ソフトバンクホークス×読売ジャイアンツ』実況中継が編成されたため、番組休止
- 12月16日：12月聴取率調査週間時編成にて、『鶴光の噂のゴールデンリクエスト』が20:00迄の時間尺拡大に伴い、『前田裕二のゼロイチ』が21:40迄に後ろ倒し編成されたため、番組休止

2021年
- 2月17日：2月聴取率調査週間時編成にて、『帰ってきた!清水ミチコのミッチャン・インポッシブル 卒業ソングベスト20大作戦』（21:00 - 21:40）編成に伴い、番組休止